# Universidad Pompeu Fabra

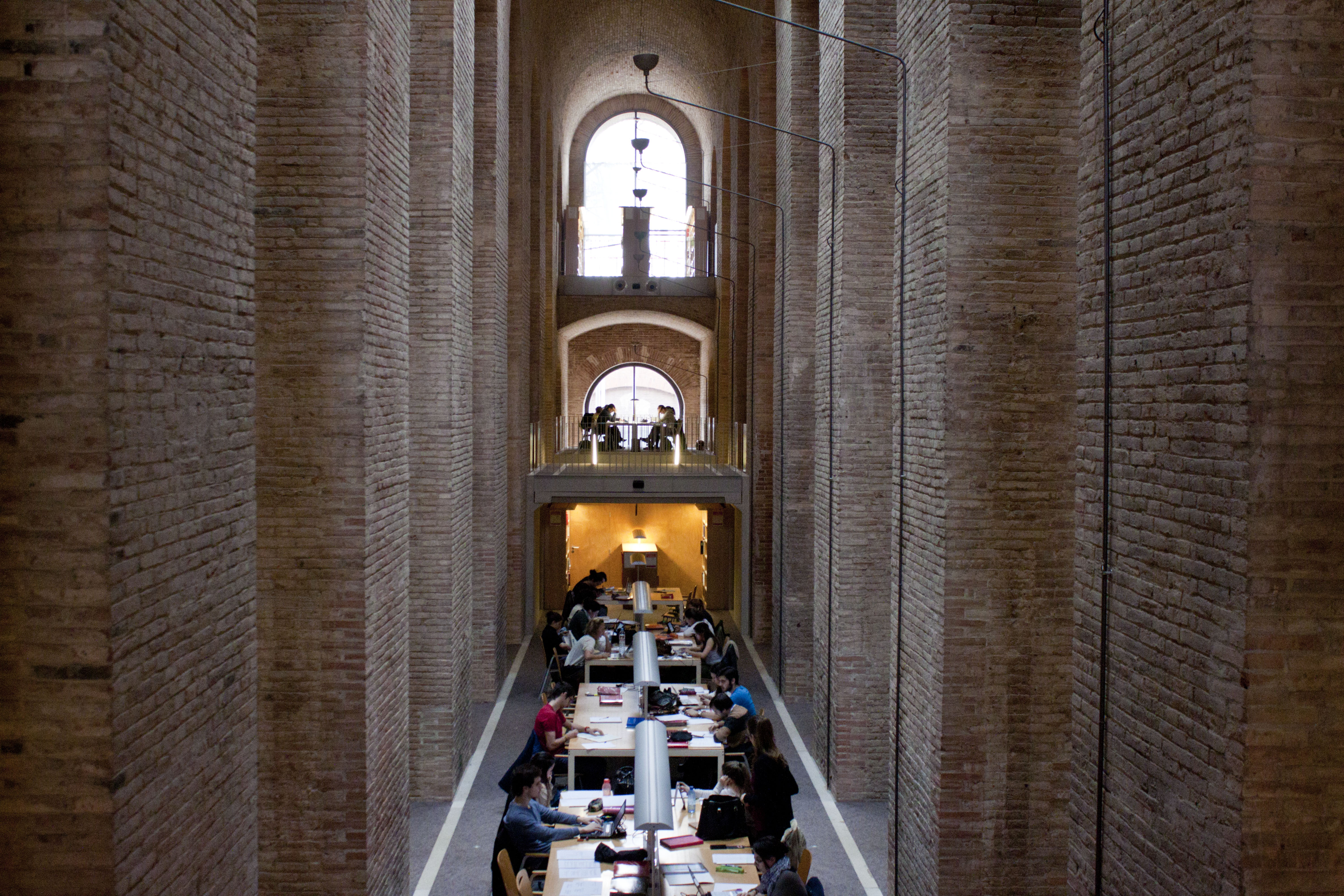
Biblioteca del Depósito de las Aguas en el Campus de la Ciudadela.

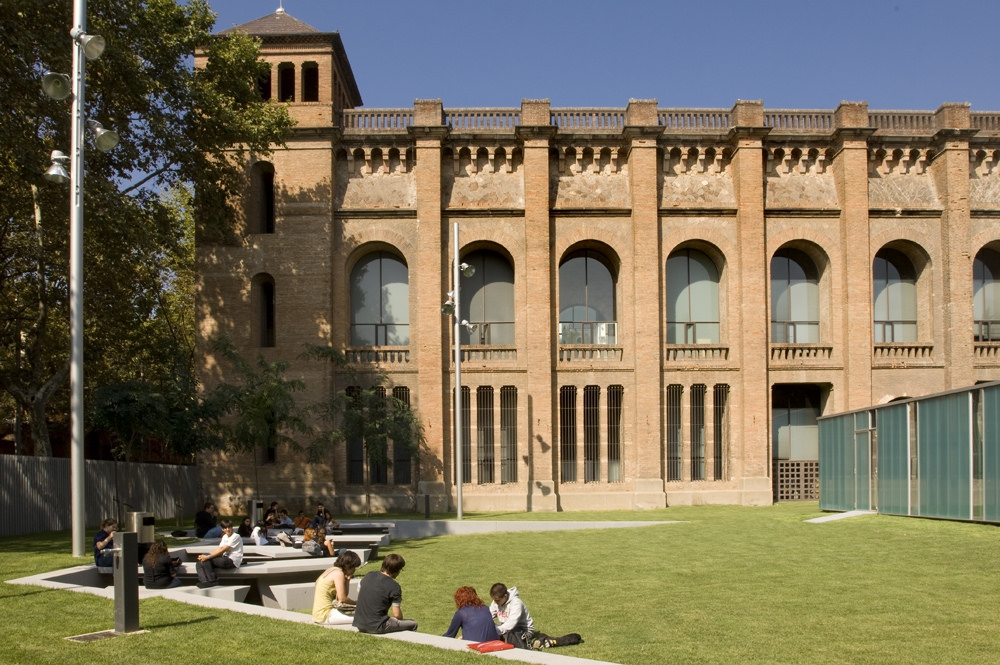
Campus de la Ciudadela, Universidad Pompeu Fabra - Barcelona.

La Universidad Pompeu Fabra (UPF) es una universidad pública española ubicada en la ciudad de Barcelona. Académicamente está entre las 200 mejores del mundo según la clasificación académica de universidades del THE, y es una de las siete universidades jóvenes que progresa más rápidamente a nivel mundial. En los últimos años, la universidad ha comenzado a sobresalir en algunos prestigiosos rankings internacionales. Actualmente imparte 27 titulaciones de grado, 33 másteres y 9 doctorados, así como más de cincuenta titulaciones de máster propias (datos del curso académico 2018-2019).
Se encuentra posicionada como la mejor universidad de España, en particular su Facultad de Economía y Empresa seleccionada como #1 por el ranking del diario El Mundo (“Las 50 Carreras"). Según el Shanghai University Ranking es el Top 40 del mundo en Económicas y la 1a Española.

## Historia
El 18 de junio de 1990 el Parlamento Catalán dio luz verde a la creación de una nueva universidad pública en Cataluña, la Universidad Pompeu Fabra, que se inspira en los principios de libertad, democracia, justicia, igualdad y pluralidad. Su nombre rinde homenaje a Pompeu Fabra, ingeniero industrial catalán y autor de la primera normativa del catalán y de un diccionario que lleva su nombre. Desde sus inicios, esta institución académica se ha propuesto dos grandes objetivos: formar profesionales y ciudadanos responsables y comprometidos con los valores del civismo y contribuir al desarrollo de la investigación.
Las primeras clases de la UPF se impartieron el 8 de octubre de 1990 en el edificio Balmes, sede del antiguo Fórum Vergés. Asistieron a ellas unos trescientos estudiantes de las nuevas licenciaturas en Derecho y en Ciencias Económicas y Empresariales.
En el campo de la investigación, ha amparado numerosos proyectos, entre los cuales cabe destacar el Campus de la Comunicación, un espacio donde confluyen la creatividad y la tecnología, y el Parque de Investigación Biomédica de Barcelona.
En 2010, la universidad obtuvo el distintivo de Campus de Excelencia Internacional. Sus estudios en el campo de Economía han sido posicionados entre los 50 mejores a nivel mundial, ocupando el puesto número 23 de Economía y Econometría en el QS World University Rankings por tema y el puesto número 40 de Economía & Empresa en el Times Higher Education Rankings. La Facultad de Ciencias Económicas y Empresariales de la UPF es la primera y única Facultad de España (pública o privada y de cualquier disciplina) al recibir el Certificate for Quality in Internationalization, que otorga un consorcio de 14 agencias de acreditación europeas.

## Centros docentes

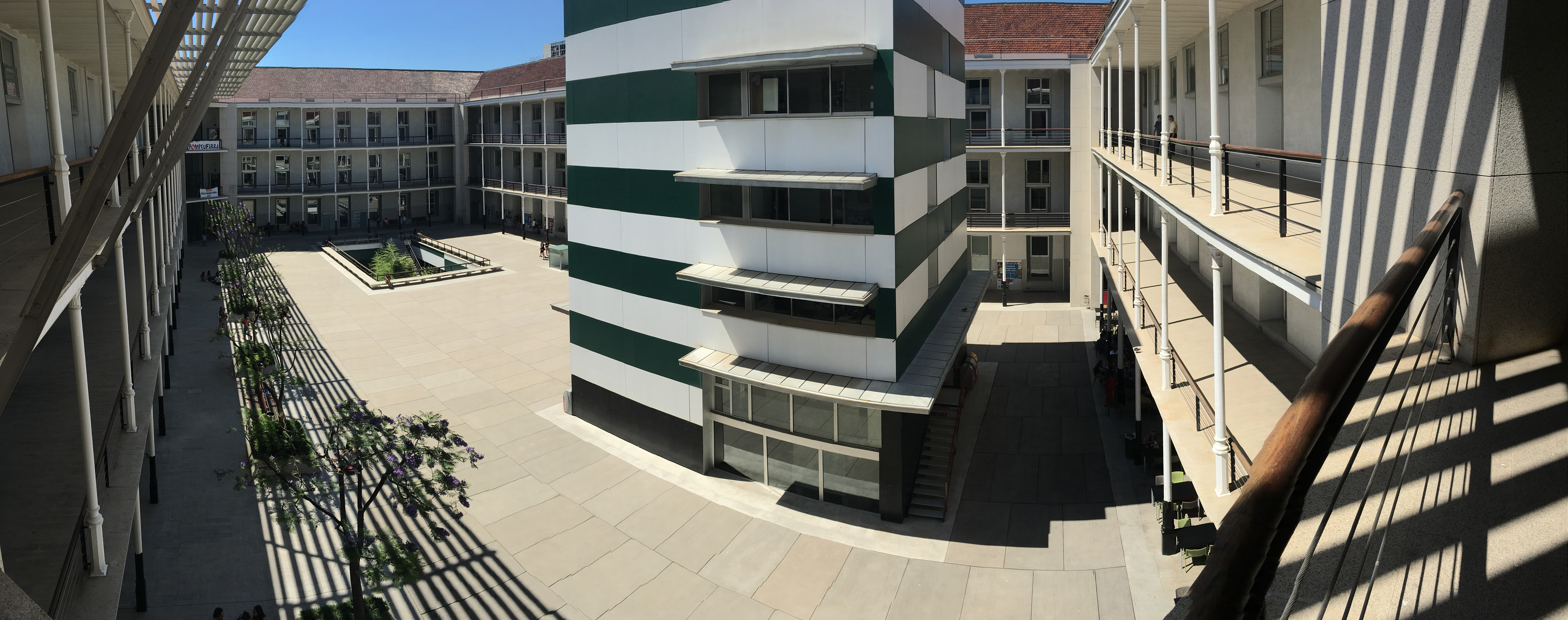
Patio Jaime I del Campus de la Ciudadela.

La Universidad cuenta con siete facultades y una escuela:
- Facultad de Medicina y Ciencias de la Vida
- Facultad de Economía y Empresa
- Facultad de Ciencias Políticas y Sociales
- Facultad de Comunicación
- Facultad de Humanidades
- Facultad de Derecho
- Facultad de Traducción y Ciencias del Lenguaje
- Escuela de Ingeniería

### Centros adscritos
- UPF Barcelona School of Management
- Barcelona School of Economics
- Instituto Barcelona de Estudios Internacionales
- Escuela Superior de Comercio Internacional
- Escuela Superior de Enfermería del Mar
- Escuela Superior de Ciencias de la Salud Tecnocampus
- Escuela Superior de Ciencias Sociales y de la Empresa Tecnocampus
- Escuela Superior de Ciencias de la Salud
- Escuela Superior Politécnica del TecnoCampus
- Escuela Superior de Enfermería del Mar

## Investigación y transferencia
La Universidad desarrolla el Parque de Investigación UPF en los ámbitos de las ciencias sociales y humanas, la comunicación y las tecnologías de la información. El Parque de Investigación UPF, que desarrolla su actividad en los campus de la Ciudadela y de Pueblonuevo, se coordina con el Parque de Investigación Biomédica de Barcelona (PRBB), ubicado en el campus del Mar, en los ámbitos de las ciencias de la salud y de la vida.

### Institutos universitarios y centros de investigación
• Instituto Barcelona de Estudios Internacionales (IBEI) (instituto de investigación interuniversitario)
• Instituto Hospital del Mar de Investigaciones Médicas (IMIM) (instituto universitario de investigación adscrito)
• Centro de Regulación Genómica (CRG) (instituto universitario de investigación adscrito)
• Barcelona Graduate School of Economics (Barcelona GSE) (instituto universitario de investigación adscrito)
• Instituto de Salud Global de Barcelona (ISGlobal) (instituto universitario de investigación adscrito)
• Instituto de Biología Evolutiva (IBE) (instituto mixto de investigación)
• Centro de Investigación en Economía Internacional (CREI) (centro de investigación participado)
• Institute of Political Economy and Governance (IPEG) (centro de investigación participado)
• Barcelona Beta Brain Research Center (centro de investigación participado)
• Fundación Phonos (centro de investigación vinculado)
• Center for CYBERSECURITY Research of Catalonia (CYBERCAT) (centro de investigación interuniversitario)
• Barcelona Graduated School of Mathematics (BGSMaths) (centro de investigación interuniversitario)
• Barcelona Institute of Analytic Philosophy (BIAP) (centro de investigación interuniversitario)
• Instituto de Lingüística Aplicada (IULA) (centro específico de investigación)

## Instalaciones
A lo largo de estos años se ha ido tejiendo un itinerario que va de La Rambla a la Villa Olímpica, en el barrio del Poblenou, itinerario alrededor del cual se han ido renovando edificios históricos de la ciudad: el Depósito de Aguas, construido por Josep Fontserè en 1888, actualmente sede de la biblioteca; o los antiguos cuarteles militares de la calle Wellington; los edificios de la plaza de la Mercè, sede del Rectorado.

### Campus
La UPF estructura sus estudios en torno a tres campus: 
- Campus de la Ciudadela, con todos los estudios vinculados a las humanidades, economía y empresa, ciencias políticas y sociales, y derecho.
- Campus de Pueblo Nuevo, con todos los estudios vinculados a la comunicación, traducción y ciencias del lenguaje, e ingenierías y TIC.
- Campus del Mar, con todos los estudios vinculados a las ciencias de la salud y de la vida.

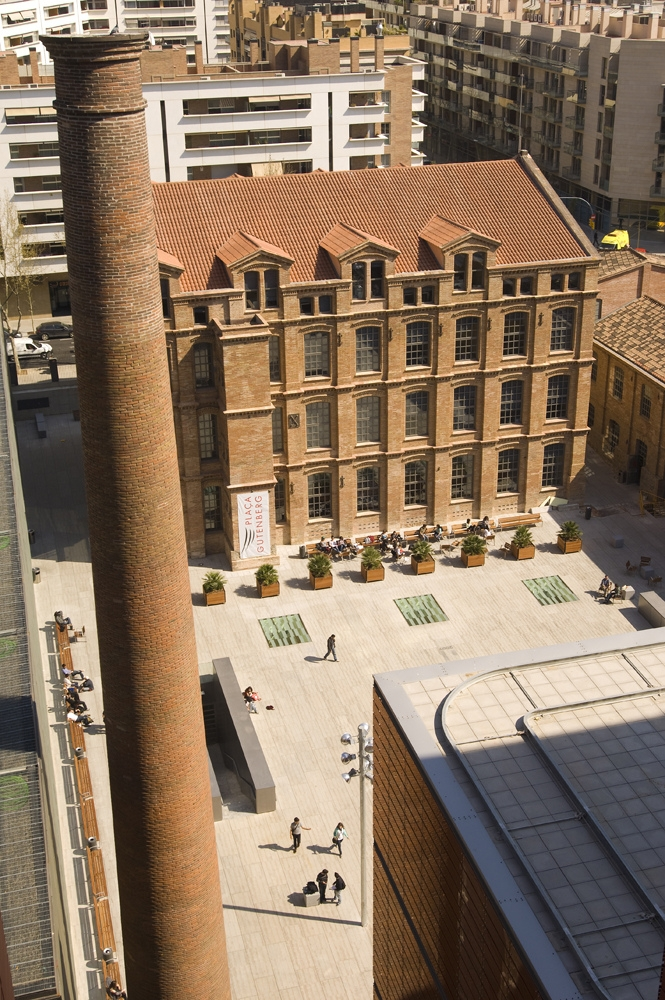
Campus del Pueblo Nuevo, Universidad Pompeu Fabra - Barcelona.

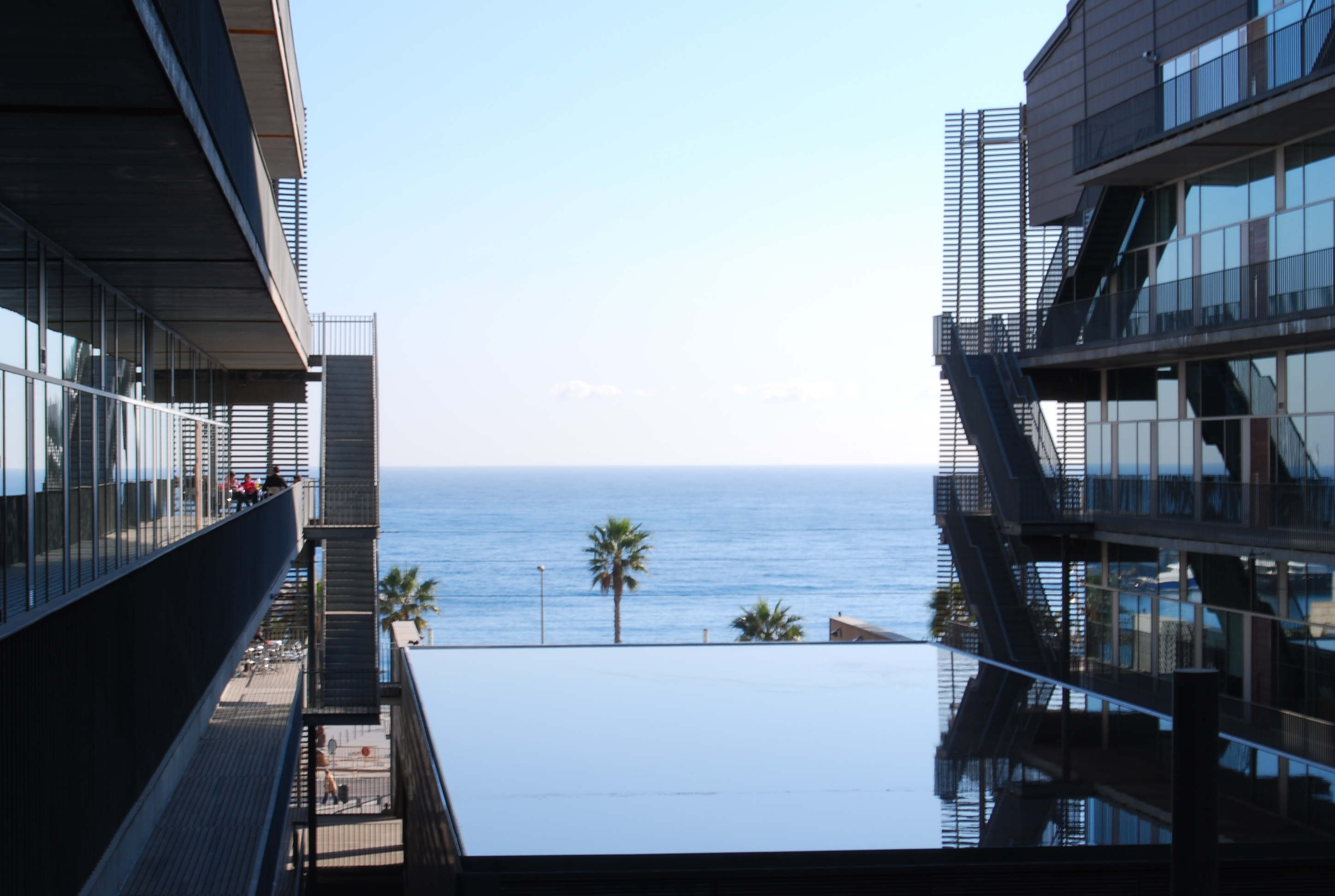
PRBB, Universidad Pompeu Fabra - Barcelona.

## Gobierno
En el gobierno de la institución, Enric Argullol fue rector de la UPF desde sus inicios hasta junio de 2001. Previamente, había sido comisionado para la promoción de la Universidad Nueva de Cataluña —la entidad que impulsó los primeros pasos del proyecto docente— y presidente de la Comisión Gestora. Al finalizar su mandato, en junio de 2001, el Claustro universitario eligió a M. Rosa Virós i Galtier, que estuvo al frente del gobierno de la Universidad hasta mayo del 2005. Josep Joan Moreso fue rector entre 2005 y 2013, siendo reelegido por un segundo mandato en febrero de 2009. El catedrático Jaume Casals fue rector entre 2013 y 2021, siendo reelegido por un segundo mandato en 2017. En 2021, Oriol Amat fue elegido rector. En las elecciones de 2023, la candidata única, Laia de Nadal, fue elegida rectora.

## Honoris causa
En 2019 Gonzalo Pontón es nombrado doctor honoris causa por la Universidad Pompeu Fabra
En 2021 Angela Y. Davis es nombrada doctora honoris causa por la Universidad Pompeu Fabra